# Bandera d'Aragó
La Llei 2/1984, de 16 d'abril, de la Comunitat Autònoma d'Aragó, regula l'ús de la bandera i l'escut de la comunitat, establint en el seu article 5 que «l'Escut d'Aragó figurarà sempre al centre de la bandera».
No obstant això, el Decret 48/1984 de la Diputació General d'Aragó, pel qual es fa públic el model oficial de l'escut d'Aragó, i s'estableixen les normes precises sobre confecció i característiques materials de la Bandera d'Aragó, estableix en el seu article segon que «quan la Bandera d'Aragó tingui la proporció normal, la longitud igual a tres mitges de l'amplada, l'eix de l'Escut es col·locarà a una distància del varetot de mitja amplada de la Bandera», sent aquesta la bandera utilitzada per les institucions d'Aragó.
Es tracta de la tradicional senyera, encara que amb la inclusió de l'escut autònom, per diferenciar-la de la bandera de Catalunya, ja que quan es va aprovar l'Estatut d'Autonomia d'Aragó de 10 d'agost de 1982 (LO 8/1982), ja s'havia aprovat en l'Estatut d'Autonomia de Catalunya de 18 de desembre de 1979 (LO 4/1979), que va adoptar la senyera com a bandera oficial.

## Banderes preautonòmiques
L'entitat preautonòmica anterior a la constitució del Govern d'Aragó i formada inicialment pels representants de les tres diputacions provincials van utilitzar diversos símbols. Inicialment, el 1977, durant les primeres reunions, va onejar una bandera de barres vermelles sobre groc i a l'asta un camp amb la creu de Sant Jordi, que va ser aprovada el 28 de maig de 1977 pel ple de la Diputació de Saragossa. El 12 d'abril de 1978, i fins a 1984 (any d'aprovació de l'Estatut d'autonomia), es va instituir i utilitzar la «constituïda per quatre barres vermelles» i en la qual es podia incorporar l'escut que era «el constituït pels seus quatre quarters tradicionals: la alzina de Sobrarbe, la Creu d'Íñigo Arista, la creu de Sant Jordi circundada per les quatre caps de moro i els pals de gules». Aquesta mesura es va prendre en la primera reunió de la recentment constituïda Diputació General d'Aragó. El Decret 48/1984, que regula el model oficial de la bandera i l'escut, formalitza una variant d'aquesta bandera, desplaçant l'escut cap a l'asta i concretant un disseny definit de l'escut.

Bandera de 1977 a 1978
Bandera de 1978 a 1984

## Història de la bandera
El seu origen està en les armes de llinatge dels reis d'Aragó o Casal d'Aragó, conegut en l'Edat Mitjana com «el nostre senyal reial» o «senyal reial». Aquest emblema de pals de gules i or es va usar en segells, estendards, escuts i penons indistintament, no sent sinó un emblema familiar i que posteriorment va denotar l'autoritat com a Rei d'Aragó fins que, amb el naixement de l'Estat modern, comença a ser símbol territorial. El primer testimoni segur com a escut heràldic està en els emblemes heràldics d'Alfons II, on apareixen com a escuts exents, en gualdrapes del cavall i com a tipus vexilològic en el penó de la llança d'una representació equestre del rei d'un segell de 1186.

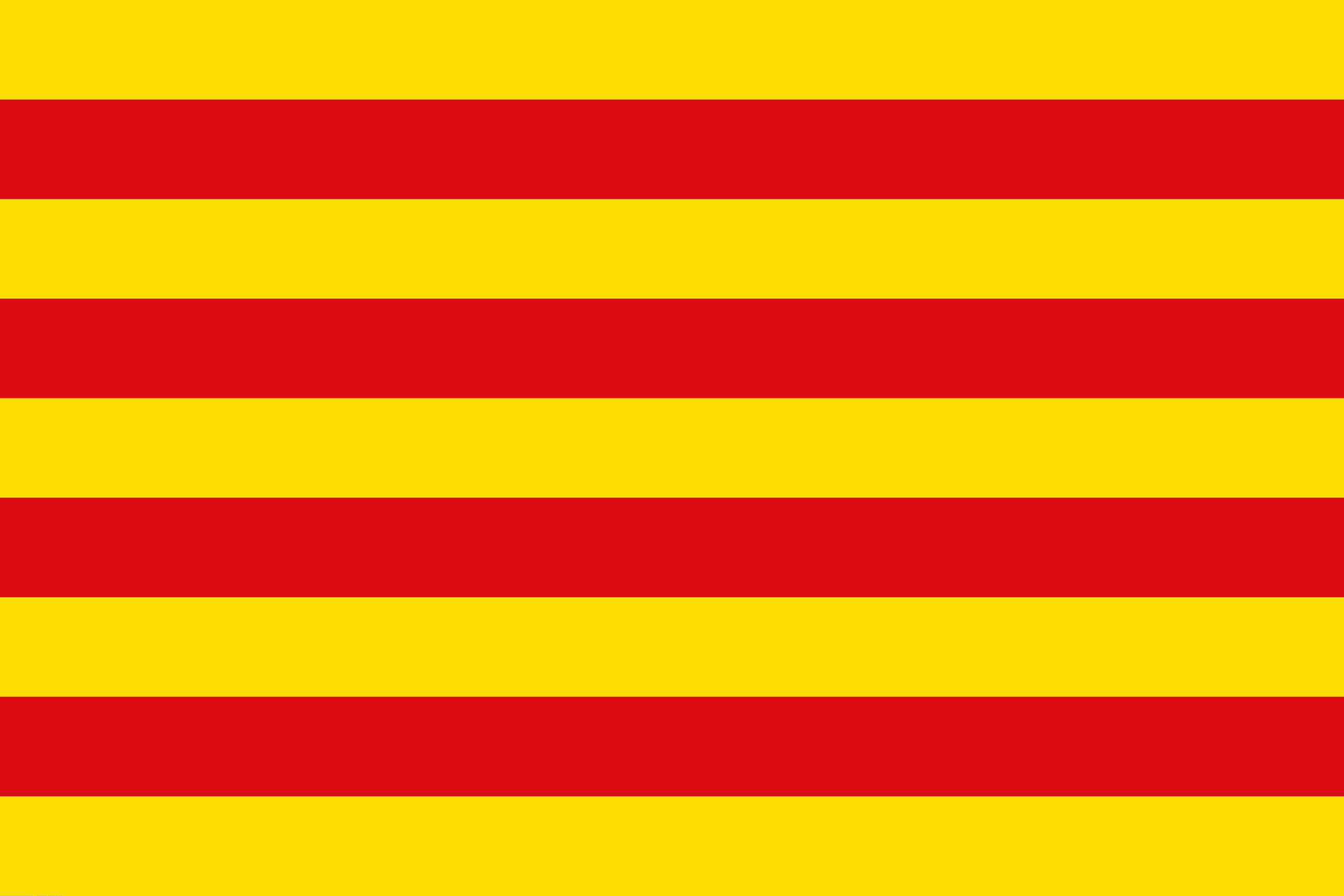
Senyera de la Corona d'Aragó

### 1905

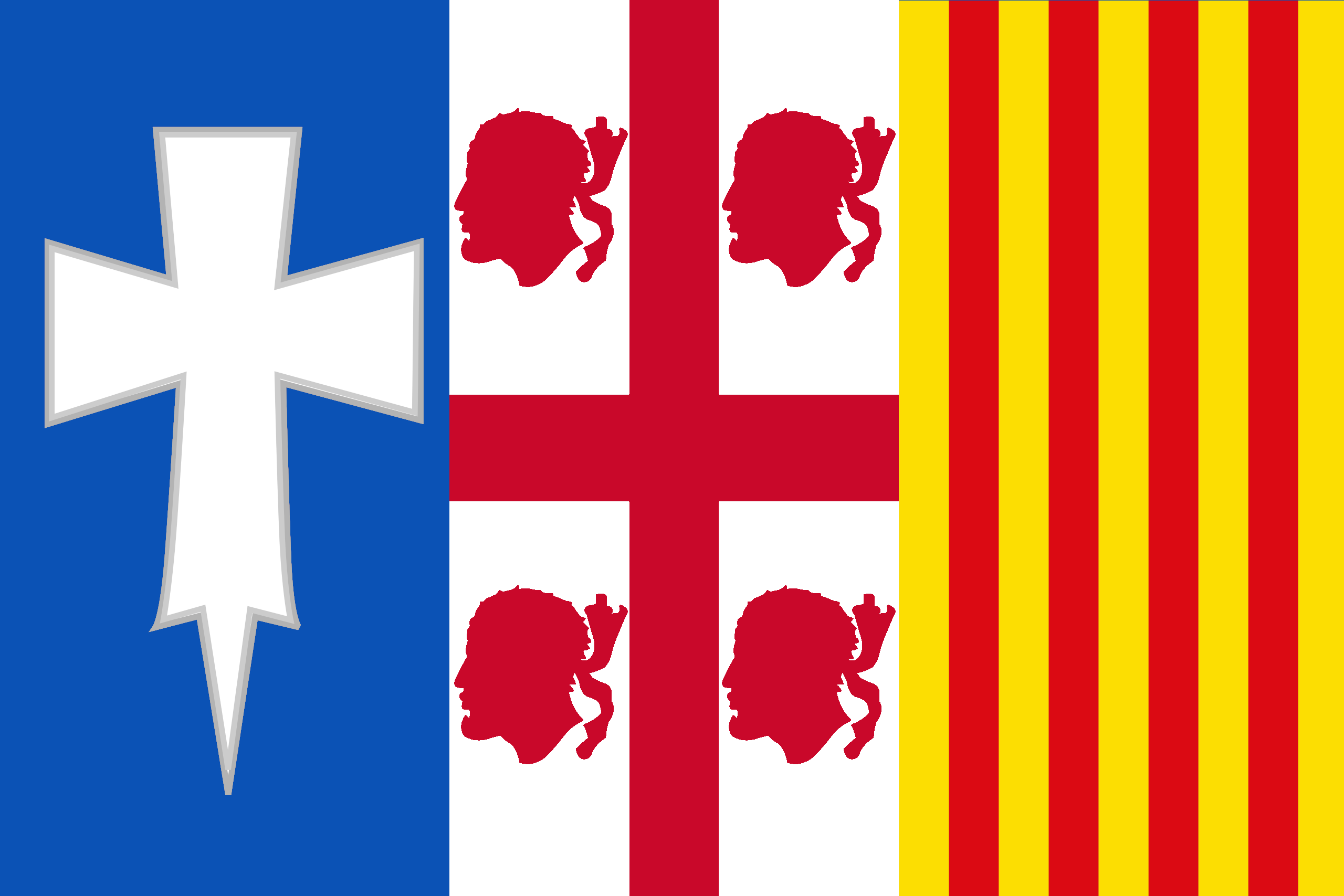
Possible Variant de la Proposta d'autor desconegut (1905)

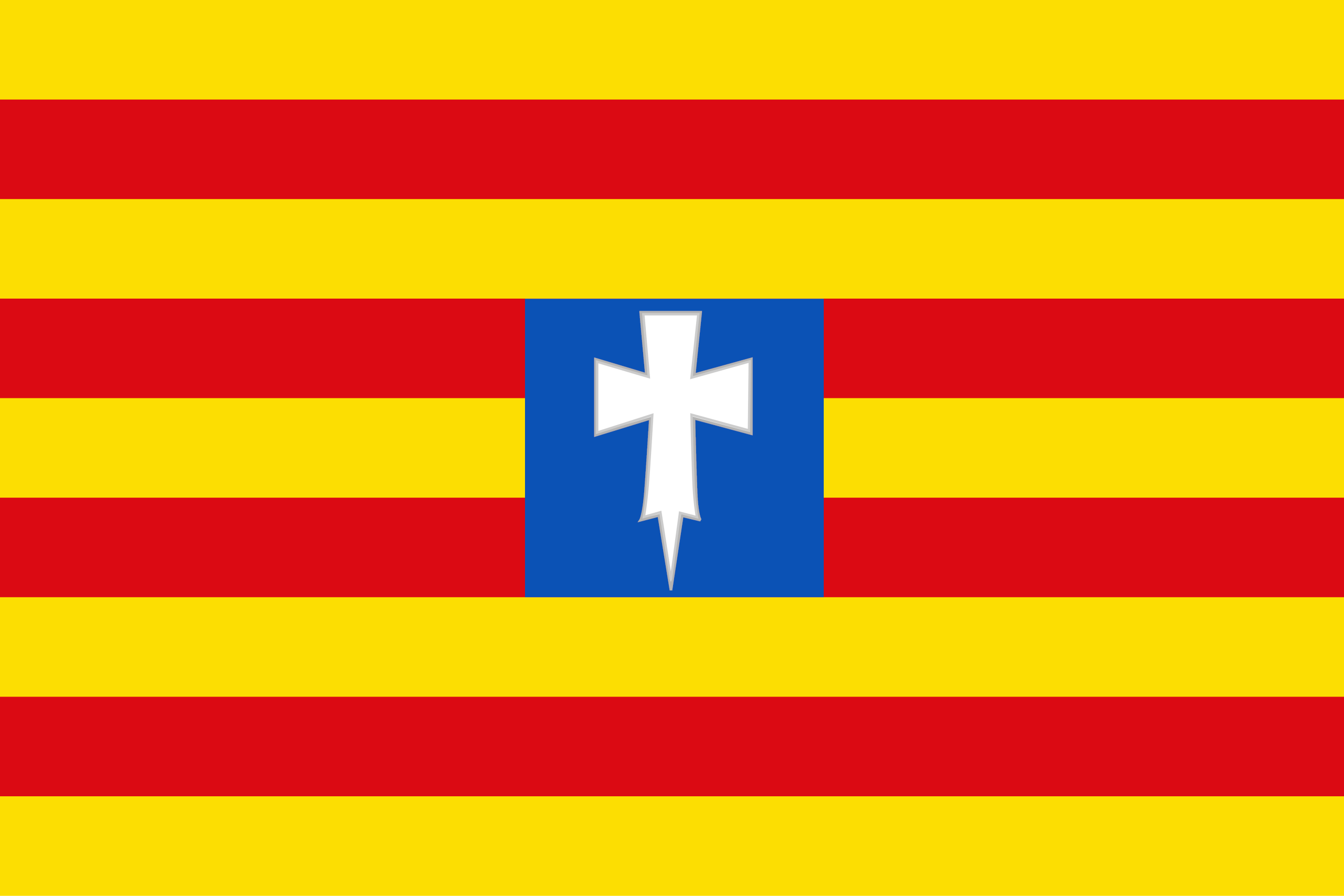
Proposta de Giménez Soler (1905)

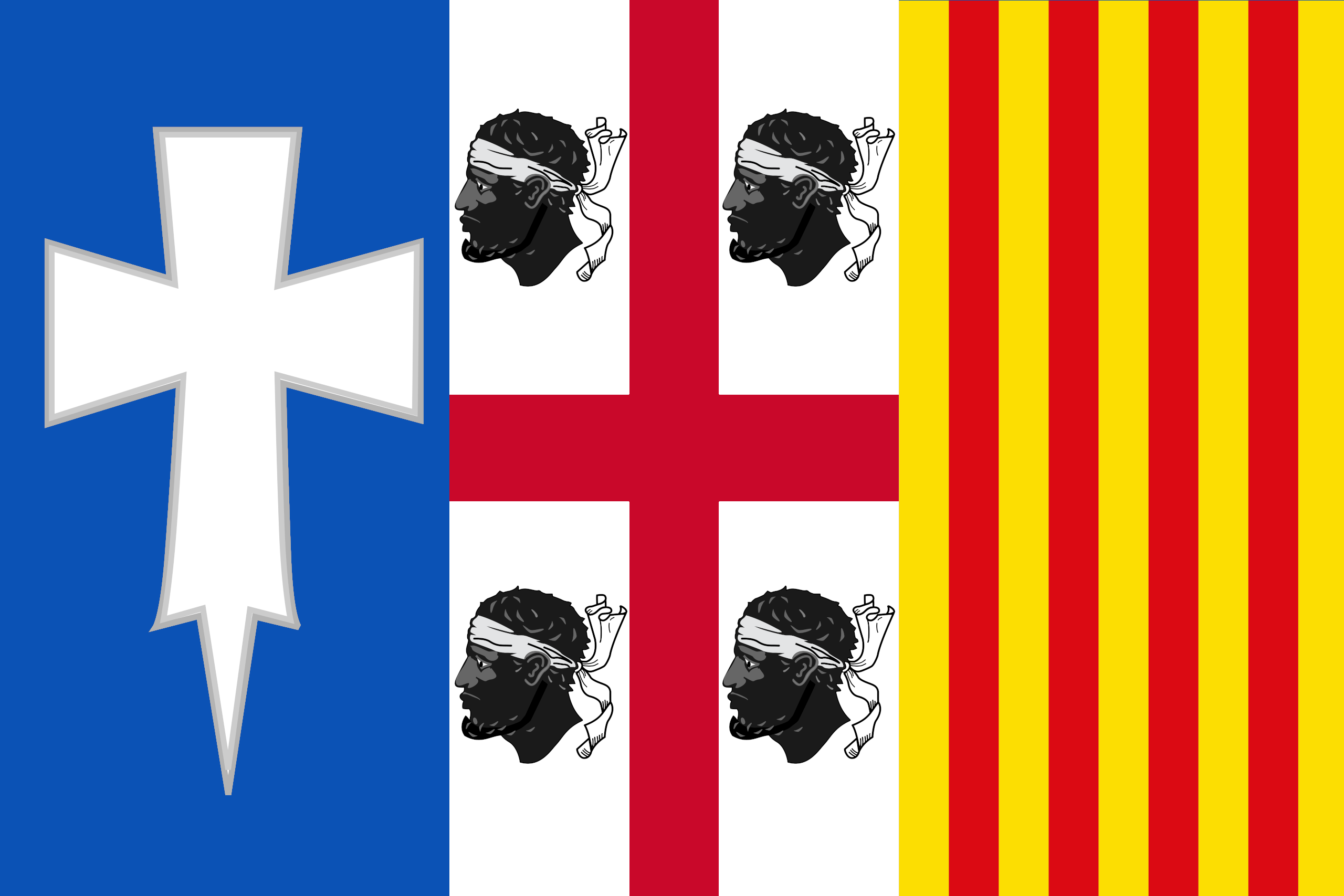
Proposta d'autor desconegut (1905)

#### Proposta de Proposta de Marín Sancho

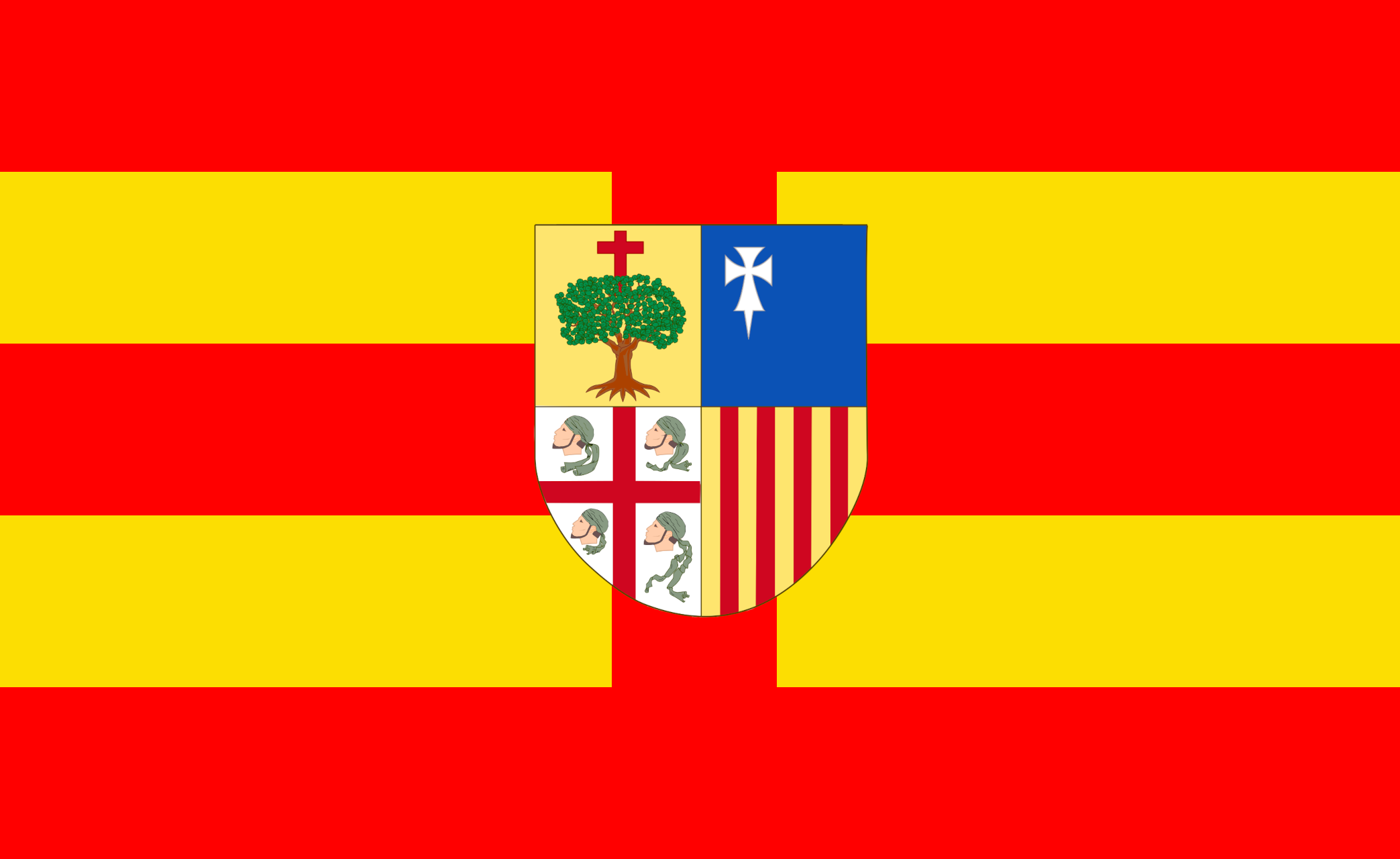
Proposta de Marín Sancho (1926)

#### Proposta del Partit Socialista d'Aragó

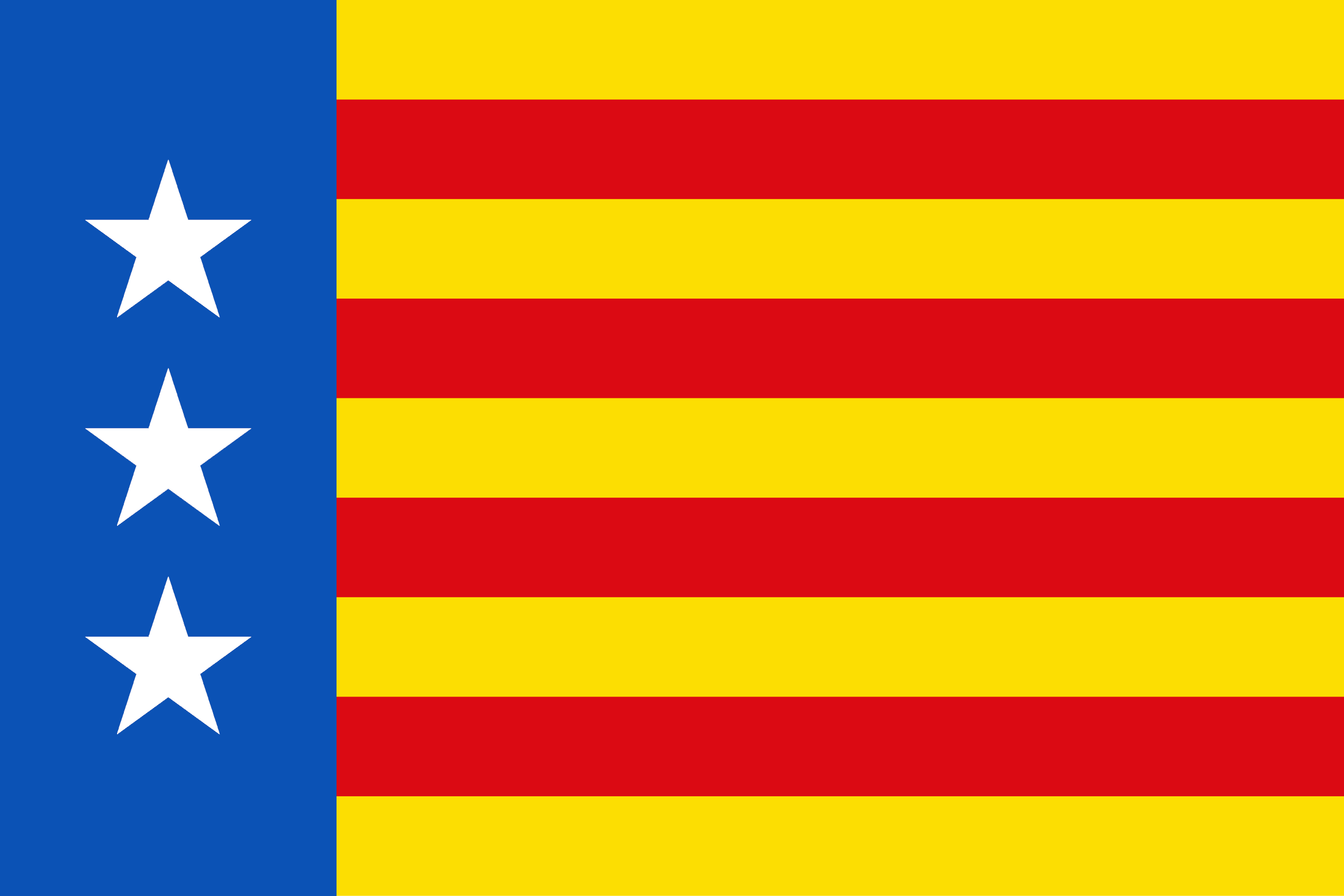
Proposta del Partit Socialista d'Aragó (1977)

#### Proposta del Partit Democràtic d'Aragó

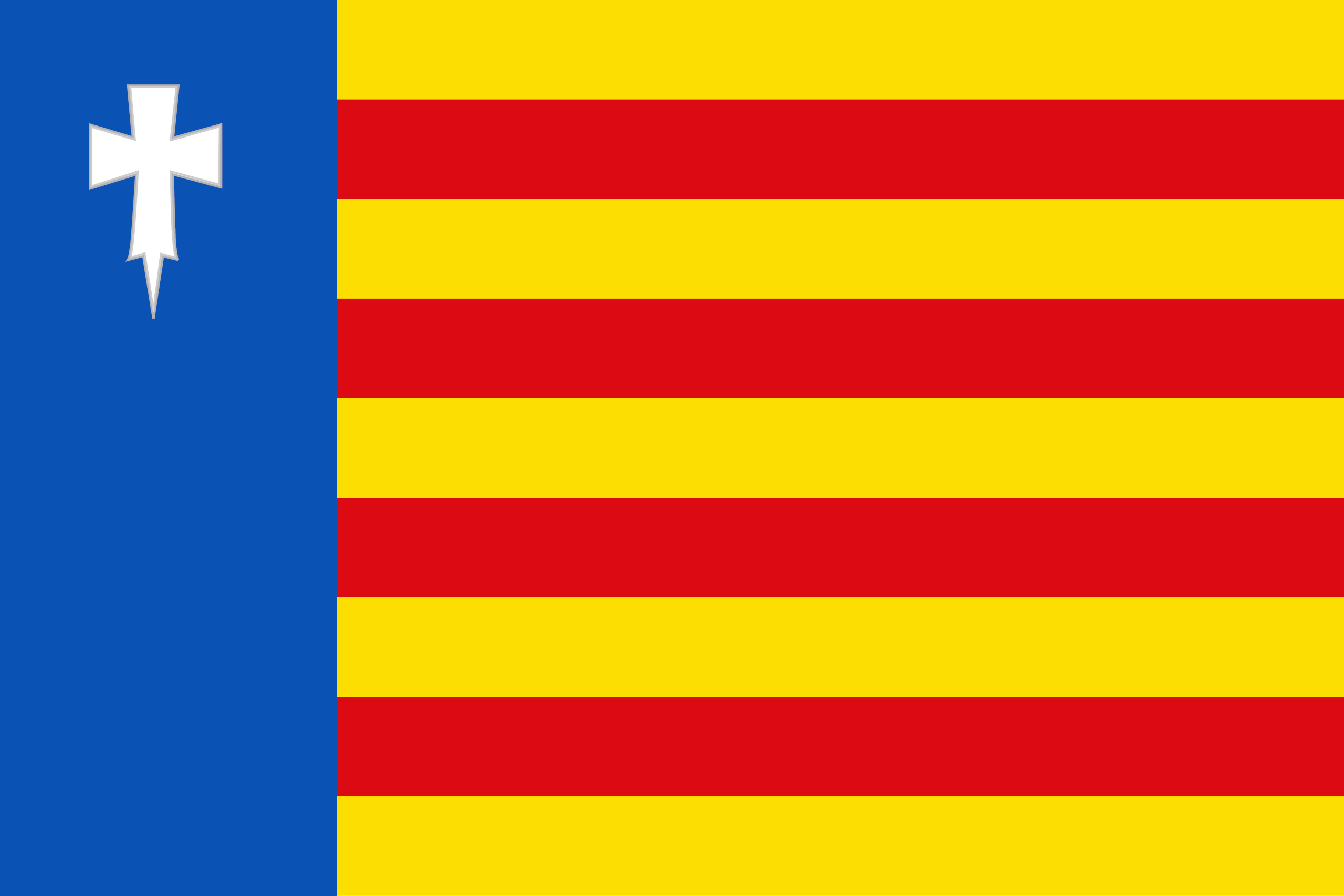
Proposta del Partit Democràtic d'Aragó

## Propostes de Bandera

### 1926

#### Propostes de Dàmaso Sangorrín
|  |  |
|  |  |
|  |  |

### 1977

#### Finalistes de la Revista Andalán
|  |  |  |
|  |  |  |
|  |  |  |